# Blandin-Nuhn-Drüse
Die Blandin-Nuhn-Drüse oder Blandinsche Drüse, auch Nuhn-Drüse, Nuhnsche Drüse, Zungenspitzendrüse oder lateinisch Glandula lingualis anterior genannt, ist eine seromuköse exokrine Drüse, die beiderseits des Septum linguae im Bereich der Zungenspitze liegt. In der angelsächsischen Fachliteratur wird die zu den kleinen Speicheldrüsen gehörende Drüse als Blandin's gland bezeichnet.
Die Blandin-Nuhn-Drüse ist in die Zungenmuskulatur eingelagert. Ihre Ausführungsgänge münden auf der Schleimhaut der Unterseite der Zunge.
Namensgeber für die um 1845 erstmals beschriebene Blandin-Nuhn-Drüse sind der Pariser Anatom Philippe Frédéric Blandin (1798–1849) und der Heidelberger Anatom (Johann) Anton Nuhn (1814–1889).